# Tradició de Teuchitlán
La Tradició de Teuchitlán fou una complexa societat ameríndia que va habitar àrees dels actuals estats de Teuchitlán en èpoques tan primerenques com el 300 abans de la nostra era. El seu auge se sol datar durant el Període Clàssic, l'any 200. La tradició es va extingir abruptament al final del període Clàssic, circa el 900. La Tradició de Teuchitlán és notable per les seues places centrals circulars i les piràmides còniques esglaonades. D'acord amb l'investigador Phil Weigand i la seua esposa Arcelia García, aquestes inusuals estructures són "úniques en el repertori arquitectònic Mesoamericà i, de fet, no s'han trobat estructures semblants en cap lloc del món". La Tradició de Teuchitlán és una derivació de la més primerenca Tradició de les tombes de tir de l'oest de Mèxic, però amb un canvi dels centres menors a llocs més grans, com ara Guachimontones.

## Guachimontones

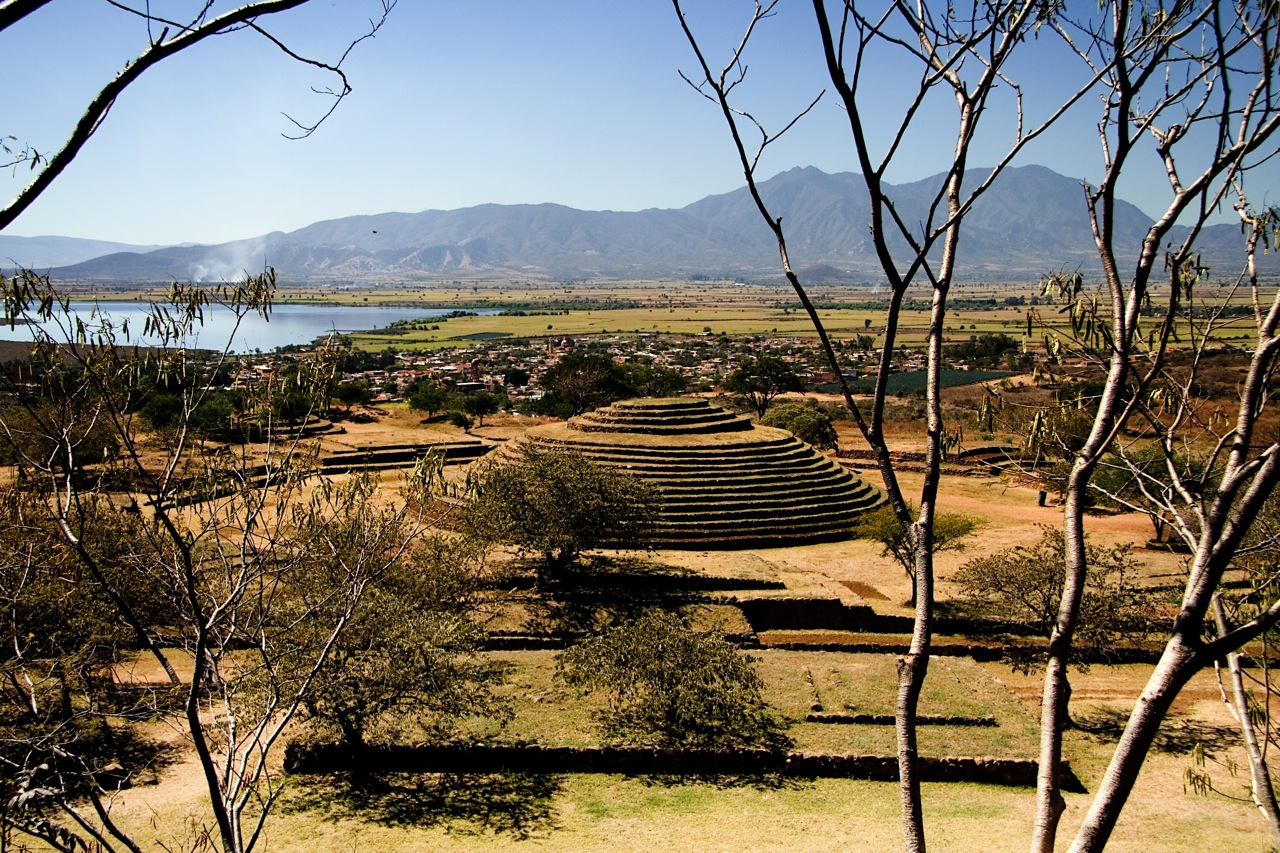
La piràmide mesoamericana esglaonada cònica en el Cercle 2, Guachimontones.

Guachimontones és un jaciment arqueològic, als afores de Teuchitlán, en l'estat de Jalisco; és el conjunt més gran de la Tradició de Teuchitlán. El centre de l'antiga ciutat contenia tres places redones, cadascuna amb una piràmide circular esglaonada d'uns quants nivells en el centre. Hi ha un total de 10 "cercles" dins de Teuchitlán, quatre places rectangulars i dues pistes de joc de pilota, així com altres estructures més petites.
Es pensa que les piràmides circulars representen un cosmograma, l'estructura mitològica de l'univers; els pols circulars es van fixar al bell mig de l'arbre mesoamericà de la vida (Món). Amb fonament en les moltes tauletes de ceràmica recuperades, es creu que s'hi durien a terme cerimònies del ritual dels Voladors.

## Estructura social
Hi ha característiques d'una societat amb rangs d'elit en les societats de la Tradició de Teuchitlán: per exemple, les places circulars estaven restringides, només eren a l'elit. Tanmateix, sobre la base de llocs mig fortificats excavats en indrets clau en muntanyes a prop del nucli de Teuchitlán, es pensa que l'àrea externa de la Tradició de Teuchitlán estava políticament fragmentada.

## El final de la tradició
El començament del període postclàssic mesoamericà a l'occident de Mèxic, així com a tota Mesoamèrica, estigué marcat per canvis bruscos. A l'any 900, les piràmides circulars, places i agrupacions concèntriques començaren a ser substituïdes per la més prosaica arquitectura rectangular. La Tradició de Teuchitlán va sofrir un "col·lapse total i definitiu", un canvi tan abrupte que es pensa que va ser forçat per factors externs, potser per la florida de l'Imperi purépetxa.